# Beaconsfield (Kanada)

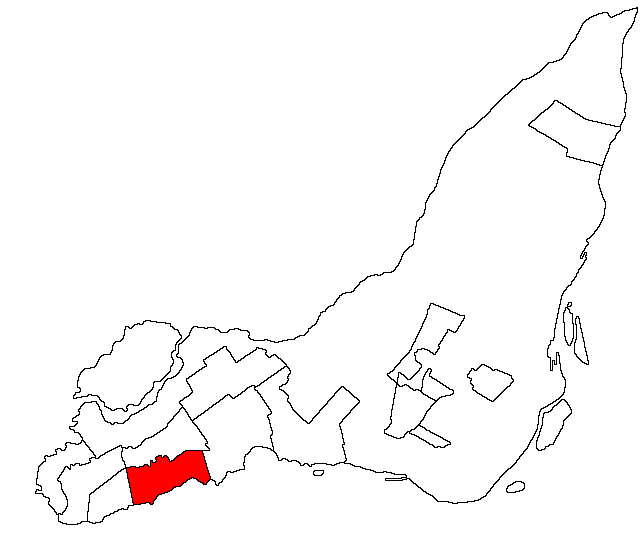
Beaconsfield na mapie wyspy Île de Montréal

Beaconsfield – miasto w Kanadzie, w prowincji Quebec, w regionie Montreal. Leży w obszarze metropolitarnym Montrealu.
1 stycznia 2002 Beaconsfield zostało włączone do Montrealu. 20 czerwca mieszkańcy byłego miasta przegłosowali opcję odłączenia, co doprowadziło do odzyskania praw miejskich i odłączenia się od Montrealu 1 stycznia 2006 roku.
Liczba mieszkańców Beaconsfield wynosi 19 505. Język angielski jest językiem ojczystym dla 56,2%, francuski dla 25,1%, włoski dla 2,6%, hiszpański 1,8%, niemiecki dla 1,8%, perski dla 1,3%, arabski dla 1,2%, polski dla 1,1% mieszkańców (2011).